# روبير بيريز
روبيرت إيمانويل بيريز (بالفرنسية: Robert Pirès)‏، لاعب كرة قدم فرنسي سابق، ولد في فرنسا في 29 أكتوبر 1973,وُلد في مدينة رانس الفرنسية، وهو من أصل برتغالي إسباني.

## السيرة الذاتية
بيريز كان قد تخرج من أكاديمية ميتز، وقد ظهر لأول مرة في عام 1993 وذلك ضد نادي ليون. وأثناء فصوله الستة التي قضاها هناك، فقد أحرز 43 هدفا خلال 162 مباراة، وقد فاز بالدوري، لينتقل إلى نادي مارسيليا في العام 1998.
في مارسيليا، بيريز بقي لسنتين. موسمه الأول خسر لقب الاتحاد الفرنسي بفارق نقطة واحدة، وموسمه الثاني عانى من مشاكل خارج وداخل الملعب، والتي أدت به إلى مقاطعة النادي في نهاية الموسم.
بعد ذلك قد وقع عقدا مع آرسنال مقابل سته ملايين جنيه استرليني وذلك في العام 2000(بعد أن كان يدفع له 5 ملايين عندما كان في نادي مارسيليا). تم استبدال مارك أوفرمارس والذي غادر إلى نادي برشلونة. كان ظهور بيريس بائس جدا في البداية وقد وجه إليه الناس النقد بعد تعليقاته التي قالها «اللعبة الإنجليزية عنيفة جدا». بدأ بيريز ببطء باستعادة الشكل والنمط الذي كان يبديه مع نادي متز، وقد أحرز هدفا عظيما على شباك نادي لاتزيو في في دوري أبطال أوروبا من العام 2000/01، وقد فازوا ضد توتنهام هوتسبير في الربع النهاية من كأس اتحاد كرة القدم، وقد خسر آرسنال حينها مع ليفربول بنتيجة هدفين مقابل هدف واحد.
مع حلول 2001 و2002، قضى بيريز أفضل موسم له في نادي آرسنال حيث قد استطاع فيما بعد التأقلم مع الفريق جيدا. وقد تم التصويت له كلاعب العام ولاعب الموسم في نادي آرسنال. وذلك كان على الرغم من أنه لم يلعب في الشهرين الأخيرين من الموسم بعد اصابته بالرباط الصليبي في مباراته ضد نيوكاسل.
بعد مدة البطالة الطويلة، عاد بيريز للموسم لعام 2002/03، وقد أحرز هدف الفوز في آخر مباشرة من كأس الاتحاد لكرة القدم وذلك ضد ساوثامبتون. وقد أصبح جزءا حاسما من مسعى آرسنال للحصول على لقب الموسم لعام 2003/04، والذي قد حصلوا عليه بجدارة دون هزيمة. وتلك كانت المرة الأولى على مرة 115 عام.
بيريز كان له الدور الكبير في كأس العالم 1998 وبطولة أوروبا 2000 حيث كان صانعا للهدف الذي أحرزه ديفيد تريزيغيه في المباراة النهائية، ولكنهم فشلوا في كأس العالم 2002 وفقا للإصابة الذي تعرض لها بيريز حينها عندما لعب مع نادي آرسنال وبالإضافة إلى أن زيدان لم يلعب. وهو أيضا لعب في الألعاب الأولمبية لعام 1996 وبطولة أوروبا 2004. على أي حال، تم خلال بينه وبين المدرب الفرنسي رايموند دومينيك والذي عمل على إيقافه عن اللعب وذلك كان في نهائية عام 2004. وعلى الرغم من ذلك فإن بيريز قد فاز وفريقه الفرنسي 52(أي في الحالات التي لعب بيريز معهم فيها)وقد أحرز بيريز خلالها 10 أهداف.
في موسم عام 2004/05 النقاد قالوا بأن أسلوبه حيادي وغير مبالي. ولكن بيريز ما زال يشير إلى قيادة منضدة الهدافين، بيريز ثالث أفضل مسجل للأهداف في في الدوري الإنكليزي مسجلا 14 هدفا وذلك بعد زملائه مباشرة وهم تيري هنري وأندي جونسون. وقد حصل بيريز على ميدالية الفائزين في بطولة كأس الاتحاد لكرة القدم وذلك بعد أن قام آرسنال بهزيمة مانشستر يونايتد في ركلات الترجيح.
في بداية موسم عام 2005/06,حصلت خلافات ونزاعات تعاقدية بين بيريز ونادي آرسنال. كان بيريز يأمل أن يجدد عقده إلى سنتين. حيث عقده الأصلي ينتهي في صيف 2006، ولكن قد تم منحه فقط 12 شهرا أي سنة واحدة وبذلك يكون حصل على نصف المدة التي كان يأمل بها، وقد فعل نادي آرسنال ذلك حفاظا على سياسة النادي الذي وفقا للاعبين الذين تجتاز أعمارهم الثلاثون عاما.
بيريز أصبح أكثر تعقيدا فيما بعد، ففي نفس الموسم، في ركلة جزاء مناظرة للتي نفذوها نادي آرسنال على مانسشتر يونايتد وتغلبوا عليهم حينها لهدف مقابل لا شيء. بدل أن يقوم بيريس بالتسديد مباشرة نحو المرمى فقد قام بمحاولة دحرجة الكرة با الاتجاه الذي يستطيع فيه تيري هنري تسنح له الفرصة في التسديد. أن هذه المحاولة قد تم إفسادها من قبل الحكم وقد قال بأن بيريس قد لمس الكرة مرتين وقام بمنح الفريق الخصم ركلة حرة. ان وسائل الإعلام بسرعة انقضت على هذه المهذلة، وكذلك مدير آرسنال فينغر قد انتقد هذه المحاولة، بيريز وهنري ضحكوا على هذه الحركة كثيرا ويمكن القول بأنهم استهئزوا إلى حد ما. بينما لاعبي مانسشتر يونايتد فقد اعتبروا بأن هذا يبدي قلة الاحترام. على مايبدو، بيريز بحركته قد قلد حركة يوهان كرويف الهولندي والتي قد قام بها في أيامه تلك.
لم يشركه دومينيك مدرب المنتخب الفرنسي في تشكيلة الفريق الفرنسي في كأس العالم 2006، وربما يعود السبب إلى رغبته للاعبين شباب أكثر كاللاعب فرانك ريبيري في ذلك الوقت.

## الأندية التي انتسب إليها
- ريميس من العام 1989 حتى العام 1992
- متز من العام 1992 حتى العام 1998
- مارسيليا من العام 1998 حتى العام 2000
- الآرسنال من العام 2000 حتى 2006
- مع فياريال الإسباني من عام 2006 حتى 2010
- و في عام 2011 وقع مع استون فيلا الإنجليزي
- مع منتخب فرنسا لكرة القدم بدأ من العام 1996

## ميداليات الشرف
- فاز مع منتخب بلاده الفرنسي في كأس العالم 1998
- فاز مع منتخب بلاده بطولة أوروبا 2000
- كأس قارات اتحاد كرة القدم العالمي اشترك بها مرتين في الأعوام 2001 و 2003
- شارك في كأس اتحاد كرة القدم 3 مرات في الأعوام 2002/3/5 وفازوا فيها
- بطولة اتحاد كرة القدم الممتاز فازوا فيها مرتين في الأعوام 2001/2 و 2003/4
- بطولة فرنسا 1 حيث تأهلت إلى مراكز عالية مرتين في الأعوام 1997/98 و 1998/99
- كأس اتحاد فرنسا فازوا فيها في العام 1995/98
- جمعية كتاب كرة القدم عينوه كلاعب العام للأعوام 2001 و 2002

## إحصائيات الأهداف والمباريات
| النادي أو الفريق       | عدد الأهداف | عدد المباريات |
| متز                    | 43          | 171           |
| مارسيليا               | 13          | 88            |
| آرسنال                 | 84          | 283           |
| منتخب فرنسا لكرة القدم | 14          | 79            |
| عدد الأهداف الكلي      | 154         | 154           |
| عدد المباريات الكلي    | 621         | 621           |

## روابط خارجية
- روبير بيريز على موقع الاتحاد الدولي (مؤرشف)  (الإنجليزية)
- روبير بيريز على موقع الاتحاد الأوربي (الإنجليزية)
- روبير بيريز على موقع رابطة كرة القدم الفرنسية للمحترفين (الإنجليزية)
- روبير بيريز على موقع قاعدة بيانات كرة القدم.إي يو (الإنجليزية)
- روبير بيريز على موقع ليكيب (الفرنسية)
- روبير بيريز على موقع ناشيونال فوتبول تيمز (الإنجليزية)
- روبير بيريز على موقع Soccerbase.com (لاعب) (الإنجليزية)
- روبير بيريز على موقع Soccerway.com (الإنجليزية)
- روبير بيريز على موقع عالم كرة القدم.نت (الإنجليزية)
- روبير بيريز على موقع كووورة